# Midas
|  | No s'ha de confondre amb Mides. |

Midas, antigament Shady Run, és una àrea no incorporada al Comtat de Placer (Califòrnia). Midas es troba sobre la línia de la Southern Pacific, a 4.5 milles (7.2 km) a l'est de Dutch Flat. És a una alçària de 1.266 msnm. L'oficina de correus de Shady Run va funcionar des del 1872 fins al 1879 i des del 1903 fins al 1904.